# Česká hokejová extraliga 2017/2018
Česká hokejová extraliga 2017/2018 byla 25. ročníkem nejvyšší hokejové soutěže v České republice. Po 13 letech se v soutěži představil tým HC Dukla Jihlava. O soutěž níže sestoupil v minulém ročníku tým HC Energie Karlovy Vary.

## Kluby podle krajů
- Praha:
  - HC Sparta Praha
- Středočeský kraj:
  - BK Mladá Boleslav
- Plzeňský kraj:
  - HC Škoda Plzeň
- Pardubický kraj:
  - HC Dynamo Pardubice
- Liberecký kraj:
  - Bílí Tygři Liberec
- Ústecký kraj:
  - HC Verva Litvínov
  - Piráti Chomutov
- Moravskoslezský kraj:
  - HC Oceláři Třinec
  - HC Vítkovice Ridera
- Olomoucký kraj:
  - HC Olomouc
- Zlínský kraj:
  - Aukro Berani Zlín
- Královéhradecký kraj:
  - Mountfield HK
- Jihomoravský kraj:
  - HC Kometa Brno
- Kraj Vysočina:
  - HC Dukla Jihlava

## Systém soutěže

### Základní část
Soutěže se účastnilo celkem 14 klubů. Ty se nejprve utkaly vzájemně 4× každý s každým (vždy dvakrát na svém hřišti a dvakrát na soupeřově hřišti). Po odehrání těchto 52 utkání se sestavila tabulka (vítězství bylo obodováno 3 body, vítězství v prodloužení či na samostatné nájezdy za 2 body, naopak porážka v prodloužení či na samostatné nájezdy za 1 bod a porážka v základní době není bodována vůbec). Prvních šest týmů postoupilo do playoff přímo, týmy na 7. až 10. místě postoupily do předkola playoff a níže umístěné celky se utkaly ve skupině playout.

### Playoff
V předkole playoff se utkal tým na 7. místě s týmem na 10. místě a tým na osmém místě s týmem na místě devátém. Do dalších bojů postoupil z dvojice vždy ten celek, který dříve dosáhl tří vítězství. Postoupivší týmy doplnily předchozích šest týmů v playoff, v němž se utkaly 1. tým po základní části s týmem postupujícím z předkola, který byl po základní části v tabulce extraligy hůře umístěn. Zbývající postupující z předkola se utkal s týmem na druhém místě a další dvojice vytvoří týmy na 3. a 6. místě, resp. na 4. a 5. místě. Z těchto čtyř dvojic postoupily do dalších bojů celky, jež dříve dosáhly čtyř vítězství. V semifinále se utkaly tým postupující ze čtvrtfinále, který byl po základní části nejvýše postaven ze všech čtyř semifinalistů, s týmem postoupivším ze čtvrtfinále, který byl po základní části naopak nejhorším ze všech týmů, jež do semifinále postoupily. Zbylé dva týmy utvořily druhou dvojici. Do finále postoupil z obou dvojic vždy ten celek, který dosáhl dříve čtyř vítězství. Finále se hrálo na čtyři vítězná utkání a jeho vítěz získal titul mistra extraligy a Masarykův pohár. Ve všech fázích playoff začínaly boje vždy dvěma utkáními na stadionu lépe postaveného týmu po základní části, dále následovalo jedno nebo dvě utkání (to podle vývoje série) na hřišti hůře postaveného týmu a následně – pokud je odehrání těchto utkání nutné – se týmy v pořadatelství střídaly, a to vždy po jednom zápase.

### Playout
Do playout (někdy též nazývaného jako skupina o udržení) si celky přinášely bodové zisky a počty vstřelených i obdržených branek totožné se základní tabulkou a následně se utkávaly vzájemně mezi sebou, kdy každý z týmů odehrál celkem šest utkání, a to s každým z týmů ve skupině playout (jednou coby hostitel utkání, podruhé co by hostující tým). Výsledky i bodové zisky (vítězství je bodováno 3 body, vítězství v prodloužení či na samostatné nájezdy za 2 body, naopak porážka v prodloužení či na samostatné nájezdy za 1 bod a porážka v základní době nebyla bodována vůbec) byly připočítány k ziskům po základní části a dva nejhorší týmy se utkaly se dvěma nejlepšími týmy první ligy v baráži o setrvání v extralize i pro příští sezónu.

### Baráž
V baráži se střetly dva nejhorší týmy extraligy (po odehrání zápasů skupiny playout) s vítěznými semifinalisty první ligy. Baráž se hrála formou čtyřčlenné skupiny čtyřkolovým systémem každý s každým (celkem tedy 12 kol). Po odehrání všech utkání baráže se sestavila tabulka a týmy na prvních dvou místech budou hrát v sezóně 2018/2019 extraligu, zbylé dva týmy první ligu.

## Základní údaje

### Stadiony
Poznámka: Tabulka uvádí kluby v abecedním pořadí.
| Klub                | Stadion                       | Kapacita |
| ------------------- | ----------------------------- | -------- |
| Bílí Tygři Liberec  | Home Credit Arena             | 7 500    |
| BK Mladá Boleslav   | ŠKO-ENERGO Aréna              | 4 200    |
| HC Dukla Jihlava    | Horácký zimní stadion Jihlava | 7 500    |
| HC Dynamo Pardubice | Tipsport Arena                | 10 194   |
| HC Kometa Brno      | DRFG Arena                    | 7 700    |
| Mountfield HK       | Fortuna aréna                 | 6 890    |
| HC Oceláři Třinec   | Werk Arena                    | 5 200    |
| HC Olomouc          | ZS Olomouc                    | 5 500    |
| Piráti Chomutov     | SD aréna                      | 5 250    |
| Aukro Berani Zlín   | ZS Luďka Čajky                | 7 000    |
| HC Sparta Praha     | O2 arena                      | 17 360   |
| HC Škoda Plzeň      | Home Monitoring Aréna         | 8 236    |
| HC Verva Litvínov   | ZS Ivana Hlinky               | 6 011    |
| HC Vítkovice Ridera | Ostravar Aréna                | 10 109   |

### Personál a ostatní (stav na začátku sezóny)
Údaje v tabulce jsou platné k začátku soutěže.
| Klub                | Hlavní trenér    | Kapitán          | Přestupy | Asistent trenéra | Předchozí sezona | Soupisky |
| ------------------- | ---------------- | ---------------- | -------- | ---------------- | ---------------- | -------- |
| HC Kometa Brno      | Kamil Pokorný    | Leoš Čermák      | Zde      | Libor Zábranský  | Zlatá medaile    | Zde      |
| Bílí Tygři Liberec  | Filip Pešán      | Martin Ševc      | Zde      | Karel Mlejnek    | Stříbrná medaile | Zde      |
| Mountfield HK       | Václav Sýkora    | Jaroslav Bednář  | Zde      | Pavel Hynek      | Bronzová medaile | Zde      |
| Piráti Chomutov     | Vladimír Růžička | Michal Vondrka   | Zde      | Petr Martínek    | 4. místo         | Zde      |
| HC Oceláři Třinec   | Václav Varaďa    | Lukáš Krajíček   | Zde      | Marek Zadina     | 5. místo         | Zde      |
| HC Sparta Praha     | Jiří Kalous      | Jaroslav Hlinka  | Zde      | Jaroslav Nedvěd  | 6. místo         | Zde      |
| HC Verva Litvínov   | Radim Rulík      | Michal Trávníček | Zde      | Darek Stránský   | 7. místo         | Zde      |
| HC Škoda Plzeň      | Martin Straka    | Petr Kadlec      | Zde      | Tomáš Vlasák     | 8. místo         | Zde      |
| HC Vítkovice Ridera | Jakub Petr       | Rostislav Olesz  | Zde      | Pavel Trnka      | 9. místo         | Zde      |
| BK Mladá Boleslav   | Patrik Augusta   | Jan Hanzlík      | Zde      | Viktor Ujčík     | 10. místo        | Zde      |
| HC Olomouc          | Zdeněk Venera    | Martin Vyrůbalík | Zde      | Jan Tomajko      | 11. místo        | Zde      |
| Aukro Berani Zlín   | Robert Svoboda   | Ondřej Veselý    | Zde      | Martin Hamrlík   | 12. místo        | Zde      |
| HC Dukla Jihlava    | Petr Vlk         | Tomáš Čachotský  | [Zde]    | František Zeman  | 13. místo        | Zde      |
| HC Dynamo Pardubice | Miloš Holaň      | Tomáš Rolinek    | Zde      | Otakar Janecký   | 14. místo        | Zde      |

## Konečná tabulka základní části
| Poř. | Tým                  | Z  | V  | VP | PP | P  | VG  | OG  | B   |
| ---- | -------------------- | -- | -- | -- | -- | -- | --- | --- | --- |
| 1.   | HC Škoda Plzeň       | 52 | 28 | 7  | 9  | 8  | 172 | 123 | 107 |
| 2.   | Mountfield HK        | 52 | 26 | 7  | 7  | 12 | 146 | 101 | 99  |
| 3.   | HC Oceláři Třinec    | 52 | 24 | 6  | 8  | 14 | 143 | 122 | 92  |
| 4.   | HC Vítkovice Ridera  | 52 | 26 | 4  | 6  | 16 | 157 | 119 | 92  |
| 5.   | HC Kometa Brno (C)   | 52 | 23 | 6  | 9  | 14 | 148 | 121 | 90  |
| 6.   | HC Dynamo Pardubice  | 52 | 20 | 5  | 6  | 21 | 128 | 139 | 76  |
| 7.   | Bílí Tygři Liberec   | 52 | 18 | 9  | 4  | 21 | 132 | 138 | 76  |
| 8.   | HC Olomouc           | 52 | 16 | 10 | 7  | 19 | 129 | 136 | 75  |
| 9.   | Aukro Berani Zlín    | 52 | 18 | 8  | 4  | 22 | 121 | 140 | 74  |
| 10.  | HC Sparta Praha      | 52 | 18 | 5  | 7  | 22 | 140 | 150 | 71  |
| 11.  | Piráti Chomutov      | 52 | 13 | 10 | 9  | 20 | 132 | 155 | 68  |
| 12.  | BK Mladá Boleslav    | 52 | 15 | 6  | 8  | 23 | 118 | 139 | 65  |
| 13.  | HC Dukla Jihlava (N) | 52 | 12 | 7  | 7  | 26 | 106 | 139 | 57  |
| 14.  | HC Verva Litvínov    | 52 | 10 | 7  | 6  | 29 | 118 | 168 | 50  |

Poznámky:
- (C) = držitel mistrovského titulu minulé sezóny, (N) = nováček (minulou sezónu hrál nižší soutěž a postoupil)

| Vysvětlivka                          |
| ------------------------------------ |
| Přímý postup do čtvrtfinále play off |
| Postup do předkola play off          |
| Účastník play out                    |

## Změny během sezóny

### Výměny trenérů
V průběhu sezóny došlo ke změnám trenérů. Jejich přehled je uveden v tabulce:
| Tým               | Datum změny        | Kolo | Pozice v tabulce | Odvolaný trenér | Nově nastoupivší trenér |
| ----------------- | ------------------ | ---- | ---------------- | --------------- | ----------------------- |
| HC Sparta Praha   | 27. října 2017     | 17.  | 10.              | Jiří Kalous     | František Výborný       |
| BK Mladá Boleslav | 17. listopadu 2017 | 20.  | 10.              | Patrik Augusta  | Vladimír Kýhos          |
| HC Verva Litvínov | 9. ledna 2018      | 38.  | 13.              | Radim Rulík     | Jiří Šlégr              |

## Hráčské statistiky základní části

### Kanadské bodování
Toto je konečné pořadí hráčů podle dosažených bodů. Za jeden vstřelený gól nebo přihrávku na gól hráč získal jeden bod.
| Poř. | Hráč            | Tým                | Z  | G  | A  | B  | TM | +/- |
| ---- | --------------- | ------------------ | -- | -- | -- | -- | -- | --- |
| 1.   | Milan Gulaš     | HC Škoda Plzeň     | 48 | 23 | 38 | 61 | 50 | 20  |
| 2.   | Tomáš Mertl     | HC Škoda Plzeň     | 50 | 30 | 26 | 56 | 59 | 18  |
| 3.   | Martin Růžička  | HC Oceláři Třinec  | 49 | 29 | 25 | 54 | 42 | 4   |
| 4.   | Roberts Bukarts | Aukro Berani Zlín  | 50 | 21 | 28 | 49 | 56 | 15  |
| 5.   | Martin Erat     | HC Kometa Brno     | 49 | 12 | 34 | 46 | 20 | 0   |
| 6.   | Michal Vondrka  | Piráti Chomutov    | 52 | 18 | 25 | 43 | 20 | -6  |
| 7.   | Jaroslav Bednář | Mountfield HK      | 46 | 15 | 27 | 42 | 20 | 12  |
| 8.   | Martin Bakoš    | Bílí Tygři Liberec | 52 | 14 | 26 | 40 | 34 | 0   |
| 9.   | Viktor Hübl     | HC Verva Litvínov  | 45 | 15 | 24 | 39 | 34 | 6   |
| 10.  | Rudolf Červený  | Mountfield HK      | 48 | 21 | 17 | 38 | 54 | 19  |

## Pavouk play off
|  | Předkolo | Předkolo           | Předkolo            |                     |   | Čtvrtfinále | Čtvrtfinále | Čtvrtfinále |  |    | Semifinále     | Semifinále | Semifinále     |   |  | Finále | Finále | Finále |
|  |          |                    |                     |                     |   |             |             |             |  |    |                |            |                |   |  |        |        |        |
|  |          |                    |                     |                     |   |             |             |             |  |    |                |            |                |   |  |        |        |        |
|  |          | 1.                 | HC Škoda Plzeň      | 4                   |   |             |             |             |  |    |                |            |                |   |  |        |        |        |
|  |          |                    |                     | 4                   |   |             |             |             |  |    |                |            |                |   |  |        |        |        |
|  |          |                    | 8.                  | HC Olomouc          | 1 |             |             |             |  |    |                |            |                |   |  |        |        |        |
|  | 8.       | HC Olomouc         | 8.                  | HC Olomouc          | 1 | 3           |             |             |  |    |                |            |                |   |  |        |        |        |
|  | 8.       | HC Olomouc         |                     |                     |   | 3           |             |             |  |    |                |            |                |   |  |        |        |        |
|  | 9.       | Aukro Berani Zlín  | 1                   |                     |   |             |             |             |  |    |                |            |                |   |  |        |        |        |
|  | 9.       | Aukro Berani Zlín  | 1                   |                     |   |             |             |             |  | 1. | HC Škoda Plzeň | 1          |                |   |  |        |        |        |
|  |          |                    |                     |                     |   |             |             |             |  | 1. | HC Škoda Plzeň | 1          |                |   |  |        |        |        |
|  |          | 5.                 | HC Kometa Brno      | 4                   |   |             |             |             |  |    |                |            |                |   |  |        |        |        |
|  |          | 5.                 | HC Kometa Brno      | 4                   |   |             |             |             |  |    |                |            |                |   |  |        |        |        |
|  |          |                    |                     |                     |   |             |             |             |  |    |                |            |                |   |  |        |        |        |
|  |          |                    |                     |                     |   |             |             |             |  |    |                |            |                |   |  |        |        |        |
|  |          | 4.                 | HC Vítkovice Ridera | 0                   |   |             |             |             |  |    |                |            |                |   |  |        |        |        |
|  |          |                    |                     | 0                   |   |             |             |             |  |    |                |            |                |   |  |        |        |        |
|  |          |                    | 5.                  | HC Kometa Brno      | 4 |             |             |             |  |    |                |            |                |   |  |        |        |        |
|  |          |                    | 5.                  | HC Kometa Brno      | 4 |             |             |             |  |    |                |            |                |   |  |        |        |        |
|  |          |                    |                     |                     |   |             |             |             |  |    |                |            |                |   |  |        |        |        |
|  |          |                    |                     |                     |   |             |             |             |  |    |                |            |                |   |  |        |        |        |
|  |          |                    |                     |                     |   |             |             |             |  |    |                | 5.         | HC Kometa Brno | 4 |  |        |        |        |
|  |          |                    |                     |                     |   |             |             |             |  |    |                |            |                |   |  |        |        |        |
|  |          | 3.                 | HC Oceláři Třinec   | 1                   |   |             |             |             |  |    |                |            |                |   |  |        |        |        |
|  |          | 3.                 | HC Oceláři Třinec   | 1                   |   |             |             |             |  |    |                |            |                |   |  |        |        |        |
|  |          |                    |                     |                     |   |             |             |             |  |    |                |            |                |   |  |        |        |        |
|  |          |                    |                     |                     |   |             |             |             |  |    |                |            |                |   |  |        |        |        |
|  |          | 2.                 | Mountfield HK       | 4                   |   |             |             |             |  |    |                |            |                |   |  |        |        |        |
|  |          |                    |                     | 4                   |   |             |             |             |  |    |                |            |                |   |  |        |        |        |
|  |          |                    | 7.                  | Bílí Tygři Liberec  | 3 |             |             |             |  |    |                |            |                |   |  |        |        |        |
|  | 7.       | Bílí Tygři Liberec | 7.                  | Bílí Tygři Liberec  | 3 | 3           |             |             |  |    |                |            |                |   |  |        |        |        |
|  | 7.       | Bílí Tygři Liberec |                     |                     |   | 3           |             |             |  |    |                |            |                |   |  |        |        |        |
|  | 10.      | HC Sparta Praha    | 0                   |                     |   |             |             |             |  |    |                |            |                |   |  |        |        |        |
|  | 10.      | HC Sparta Praha    | 0                   |                     |   |             |             |             |  | 2. | Mountfield HK  | 2          |                |   |  |        |        |        |
|  |          |                    |                     |                     |   |             |             |             |  | 2. | Mountfield HK  | 2          |                |   |  |        |        |        |
|  |          | 3.                 | HC Oceláři Třinec   | 4                   |   |             |             |             |  |    |                |            |                |   |  |        |        |        |
|  |          | 3.                 | HC Oceláři Třinec   | 4                   |   |             |             |             |  |    |                |            |                |   |  |        |        |        |
|  |          |                    |                     |                     |   |             |             |             |  |    |                |            |                |   |  |        |        |        |
|  |          |                    |                     |                     |   |             |             |             |  |    |                |            |                |   |  |        |        |        |
|  |          | 3.                 | HC Oceláři Třinec   | 4                   |   |             |             |             |  |    |                |            |                |   |  |        |        |        |
|  |          |                    |                     | 4                   |   |             |             |             |  |    |                |            |                |   |  |        |        |        |
|  |          |                    | 6.                  | HC Dynamo Pardubice | 3 |             |             |             |  |    |                |            |                |   |  |        |        |        |
|  |          |                    | 6.                  | HC Dynamo Pardubice | 3 |             |             |             |  |    |                |            |                |   |  |        |        |        |
|  |          |                    |                     |                     |   |             |             |             |  |    |                |            |                |   |  |        |        |        |

### Předkolo

#### Bílí Tygři Liberec(7.) –HC Sparta Praha(10.)
| Utkání | Datum    | Domácí             | Výsledek | Hosté              | Třetiny               | Hráč utkání – domácí | Hráč utkání – hosté | Report |
| ------ | -------- | ------------------ | -------- | ------------------ | --------------------- | -------------------- | ------------------- | ------ |
| 1.     | 6.3.2018 | Bílí Tygři Liberec | 3 : 2 PP | HC Sparta Praha    | (1:1, 1:1, 0:0 – 1:0) | Tyler Redenbach      | Juraj Mikuš         | Zde    |
| 2.     | 7.3.2018 | Bílí Tygři Liberec | 4 : 1    | HC Sparta Praha    | (1:0, 2:0, 1:1)       | Filip Pyrochta       | Arturs Kulda        | Zde    |
| 3.     | 9.3.2018 | HC Sparta Praha    | 1 : 4    | Bílí Tygři Liberec | (0:0, 0:0, 1:4)       | Jaroslav Hlinka      | Roman Will          | Zde    |

Do čtvrtfinále play off postoupil tým Bílí Tygři Liberec, když zvítězil 3:0 na zápasy.

#### HC Olomouc(8.) –Aukro Berani Zlín(9.)
| Utkání | Datum     | Domácí            | Výsledek | Hosté             | Třetiny         | Hráč utkání – domácí | Hráč utkání – hosté | Report |
| ------ | --------- | ----------------- | -------- | ----------------- | --------------- | -------------------- | ------------------- | ------ |
| 1.     | 6.3.2018  | HC Olomouc        | 3 : 2    | Aukro Berani Zlín | (0:1, 1:0, 2:1) | Petr Strapáč         | David Šťastný       | Zde    |
| 2.     | 7.3.2018  | HC Olomouc        | 1 : 3    | Aukro Berani Zlín | (0:1, 0:1, 1:1) | Jan Knotek           | Antonín Honejsek    | Zde    |
| 3.     | 9.3.2018  | Aukro Berani Zlín | 1 : 2    | HC Olomouc        | (1:0, 0:1, 0:1) | Libor Kašík          | Branislav Konrád    | Zde    |
| 4.     | 10.3.2018 | Aukro Berani Zlín | 2 : 3    | HC Olomouc        | (0:1, 0:0, 2:2) | Pavel Klhůfek        | Jakub Galvas        | Zde    |

Do čtvrtfinále play off postoupil tým HC Olomouc, když zvítězil 3:1 na zápasy.

### Čtvrtfinále

#### HC Vítkovice Ridera (4.) – HC Kometa Brno (5.)
| Utkání | Datum     | Domácí              | Výsledek | Hosté               | Třetiny               | Hráč utkání – domácí | Hráč utkání – hosté | Report |
| ------ | --------- | ------------------- | -------- | ------------------- | --------------------- | -------------------- | ------------------- | ------ |
| 1.     | 13.3.2018 | HC Vítkovice Ridera | 2 : 3 PP | HC Kometa Brno      | (1:1, 1:1, 0:0 – 0:1) | Ivan Baranka         | Hynek Zohorna       | Zde    |
| 2.     | 14.3.2018 | HC Vítkovice Ridera | 2 : 3    | HC Kometa Brno      | (1:0, 0:2, 1:1)       | Jakub Lev            | Martin Nečas        | Zde    |
| 3.     | 17.3.2018 | HC Kometa Brno      | 4 : 0    | HC Vítkovice Ridera | (3:0, 1:0, 0:0)       | Petr Holík           | Ivan Baranka        | Zde    |
| 4.     | 18.3.2018 | HC Kometa Brno      | 3 : 1    | HC Vítkovice Ridera | (0:1, 1:0, 2:0)       | Marek Čiliak         | Patrik Bartošák     | Zde    |

Do semifinále play off postoupil tým HC Kometa Brno, když zvítězil 4:0 na zápasy.

#### HC Oceláři Třinec (3.) – HC Dynamo Pardubice (6.)
| Utkání | Datum     | Domácí              | Výsledek | Hosté               | Třetiny                     | Hráč utkání – domácí | Hráč utkání – hosté | Report |
| ------ | --------- | ------------------- | -------- | ------------------- | --------------------------- | -------------------- | ------------------- | ------ |
| 1.     | 13.3.2018 | HC Oceláři Třinec   | 3 : 2 SN | HC Dynamo Pardubice | (0:0, 0:0, 2:2 – 0:0 – 1:0) | Jiří Polanský        | Matěj Beran         | Zde    |
| 2.     | 14.3.2018 | HC Oceláři Třinec   | 4 : 1    | HC Dynamo Pardubice | (1:0, 2:0, 1:1)             | Jiří Polanský        | Matěj Beran         | Zde    |
| 3.     | 17.3.2018 | HC Dynamo Pardubice | 3 : 2    | HC Oceláři Třinec   | (2:0, 0:0, 1:2)             | Ondřej Kacetl        | Tomáš Linhart       | Zde    |
| 4.     | 18.3.2018 | HC Dynamo Pardubice | 3 : 0    | HC Oceláři Třinec   | (0:0, 1:0, 2:0)             | Sacha Treille        | Vladimír Roth       | Zde    |
| 5.     | 21.3.2018 | HC Oceláři Třinec   | 3 : 2    | HC Dynamo Pardubice | (1:0, 1:1, 1:1)             | Tomáš Marcinko       | Tomáš Rolinek       | Zde    |
| 6.     | 23.3.2018 | HC Dynamo Pardubice | 6 : 3    | HC Oceláři Třinec   | (2:1, 3:0, 1:2)             | Martin Kaut          | Vladimír Dravecký   | Zde    |
| 7.     | 25.3.2018 | HC Oceláři Třinec   | 8 : 1    | HC Dynamo Pardubice | (0:0, 5:0, 3:1)             | David Cienciala      | Martin Kaut         | Zde    |

Do semifinále play off postoupil tým HC Oceláři Třinec, když zvítězil 4:3 na zápasy.

#### Mountfield HK (2.) – Bílí Tygři Liberec (7.)
| Utkání | Datum     | Domácí             | Výsledek | Hosté              | Třetiny               | Hráč utkání – domácí | Hráč utkání – hosté | Report |
| ------ | --------- | ------------------ | -------- | ------------------ | --------------------- | -------------------- | ------------------- | ------ |
| 1.     | 15.3.2018 | Mountfield HK      | 3 : 2 PP | Bílí Tygři Liberec | (1:1, 1:1, 0:0 – 1:0) | Lukáš Cingeľ         | Marek Kvapil        | Zde    |
| 2.     | 16.3.2018 | Mountfield HK      | 3 : 1    | Bílí Tygři Liberec | (0:1, 0:0, 3:0)       | Radek Smoleňák       | Roman Will          | Zde    |
| 3.     | 19.3.2018 | Bílí Tygři Liberec | 4 : 2    | Mountfield HK      | (2:1, 1:0, 1:1)       | Filip Pyrochta       | Radek Smoleňák      | Zde    |
| 4.     | 20.3.2018 | Bílí Tygři Liberec | 3 : 0    | Mountfield HK      | (2:0, 1:0, 0:0)       | Marek Kvapil         | Blaž Gregorc        | Zde    |
| 5.     | 22.3.2018 | Mountfield HK      | 1 : 2    | Bílí Tygři Liberec | (0:1, 0:1, 1:0)       | Rudolf Červený       | Roman Will          | Zde    |
| 6.     | 24.3.2018 | Bílí Tygři Liberec | 1 : 2    | Mountfield HK      | (0:0, 0:1, 1:1)       | Tomáš Filippi        | Rudolf Červený      | Zde    |
| 7.     | 26.3.2018 | Mountfield HK      | 2 : 1    | Bílí Tygři Liberec | (0:0, 2:0, 0:1)       | Petr Koukal          | Roman Will          | Zde    |

Do semifinále play off postoupil tým Mountfield HK, když zvítězil 4:3 na zápasy.

#### HC Škoda Plzeň (1.) – HC Olomouc (8.)
| Utkání | Datum     | Domácí         | Výsledek | Hosté          | Třetiny                     | Hráč utkání – domácí | Hráč utkání – hosté | Report |
| ------ | --------- | -------------- | -------- | -------------- | --------------------------- | -------------------- | ------------------- | ------ |
| 1.     | 15.3.2018 | HC Škoda Plzeň | 2 : 3 SN | HC Olomouc     | (0:1, 1:1, 1:0 – 0:0 – 0:1) | Milan Gulaš          | Zbyněk Irgl         | Zde    |
| 2.     | 16.3.2018 | HC Škoda Plzeň | 4 : 2    | HC Olomouc     | (1:1, 1:1, 2:0)             | Milan Gulaš          | David Ostřížek      | Zde    |
| 3.     | 19.3.2018 | HC Olomouc     | 3 : 4    | HC Škoda Plzeň | (1:1, 2:2, 0:1)             | Zbyněk Irgl          | Michal Moravčík     | Zde    |
| 4.     | 20.3.2018 | HC Olomouc     | 0 : 2    | HC Škoda Plzeň | (0:0, 0:1, 0:1)             | Robin Staněk         | Ondřej Kratěna      | Zde    |
| 5.     | 22.3.2018 | HC Škoda Plzeň | 5 : 0    | HC Olomouc     | (2:0, 1:0, 2:0)             | Miroslav Indrák      | Robin Staněk        | Zde    |

Do semifinále play off postoupil tým HC Škoda Plzeň, když zvítězil 4:1 na zápasy

### Semifinále

#### Mountfield HK (2.) – HC Oceláři Třinec (3.)
| Utkání | Datum     | Domácí            | Výsledek | Hosté             | Třetiny               | Hráč utkání – domácí | Hráč utkání – hosté | Report |
| ------ | --------- | ----------------- | -------- | ----------------- | --------------------- | -------------------- | ------------------- | ------ |
| 1.     | 29.3.2018 | Mountfield HK     | 1 : 4    | HC Oceláři Třinec | (0:1, 0:2, 1:1)       | Dominik Graňák       | David Cienciala     | Zde    |
| 2.     | 30.3.2018 | Mountfield HK     | 1 : 2    | HC Oceláři Třinec | (0:2, 1:0, 0:0)       | Andris Džeriņš       | Šimon Hrubec        | Zde    |
| 3.     | 2.4.2018  | HC Oceláři Třinec | 5 : 1    | Mountfield HK     | (3:0, 2:1, 0:0)       | Ondřej Kovařčík      | Roman Kukumberg     | Zde    |
| 4.     | 3.4.2018  | HC Oceláři Třinec | 1 : 2 PP | Mountfield HK     | (1:1, 0:0, 0:0 – 0:1) | Lukáš Krajíček       | Petr Zámorský       | Zde    |
| 5.     | 6.4.2018  | Mountfield HK     | 3 : 2 PP | HC Oceláři Třinec | (0:1, 2:1, 0:0 – 1:0) | Petr Zámorský        | Vladimír Svačina    | Zde    |
| 6.     | 8.4.2018  | HC Oceláři Třinec | 2 : 1 PP | Mountfield HK     | (0:0, 1:0, 0:1 – 1:0) | Aron Chmielewski     | Martin Látal        | Zde    |

Do finále play off postoupil tým HC Oceláři Třinec, když zvítězil 4:2 na zápasy.

#### HC Škoda Plzeň (1.) – HC Kometa Brno (5.)
| Utkání | Datum     | Domácí         | Výsledek | Hosté          | Třetiny         | Hráč utkání – domácí | Hráč utkání – hosté | Report |
| ------ | --------- | -------------- | -------- | -------------- | --------------- | -------------------- | ------------------- | ------ |
| 1.     | 31.3.2018 | HC Škoda Plzeň | 2 : 3    | HC Kometa Brno | (0:2, 0:1, 2:0) | Jakub Kindl          | Marek Čiliak        | Zde    |
| 2.     | 1.4.2018  | HC Škoda Plzeň | 1 : 4    | HC Kometa Brno | (0:0, 0:1, 1:3) | David Stach          | Marek Čiliak        | Zde    |
| 3.     | 4.4.2018  | HC Kometa Brno | 3 : 2    | HC Škoda Plzeň | (1:0, 0:1, 2:1) | Martin Erat          | Michal Moravčík     | Zde    |
| 4.     | 5.4.2018  | HC Kometa Brno | 1 : 2    | HC Škoda Plzeň | (0:0, 0:2, 1:0) | Hynek Zohorna        | Jaroslav Kracík     | Zde    |
| 5.     | 7.4.2018  | HC Škoda Plzeň | 2 : 6    | HC Kometa Brno | 1:3, 0:2, 1:1   | Milan Gulaš          | Martin Nečas        | Zde    |

Do finále play off postoupil tým HC Kometa Brno, když zvítězil 4:1 na zápasy.

### Finále

#### HC Oceláři Třinec (3.) – HC Kometa Brno (5.)
| Utkání | Datum     | Domácí            | Výsledek | Hosté             | Třetiny         | Hráč utkání – domácí | Hráč utkání – hosté | Report |
| ------ | --------- | ----------------- | -------- | ----------------- | --------------- | -------------------- | ------------------- | ------ |
| 1.     | 14.4.2018 | HC Oceláři Třinec | 5 : 1    | HC Kometa Brno    | (2:1, 1:0, 2:0) | Erik Hrňa            | Martin Zaťovič      | Zde    |
| 2.     | 15.4.2018 | HC Oceláři Třinec | 2 : 3    | HC Kometa Brno    | (0:1, 1:1, 1:1) | Lukáš Krajíček       | Jan Hruška          | Zde    |
| 3.     | 18.4.2018 | HC Kometa Brno    | 3 : 2    | HC Oceláři Třinec | (1:0, 1:2, 1:0) | Leoš Čermák          | David Cienciala     | Zde    |
| 4.     | 19.4.2018 | HC Kometa Brno    | 5 : 2    | HC Oceláři Třinec | (2:1, 2:1, 1:0) | Hynek Zohorna        | Roman Vlach         | Zde    |
| 5.     | 22.4.2018 | HC Oceláři Třinec | 1 : 4    | HC Kometa Brno    | (0:3, 0:0, 1:1) | Jiří Polanský        | Marek Čiliak        | Zde    |

Držitelem mistrovského titulu se stal tým HC Kometa Brno, když zvítězil 4:1 na zápasy.

## Nejproduktivnější hráči play off
Toto je konečné pořadí hráčů podle dosažených bodů. Za jeden vstřelený gól nebo přihrávku na gól hráč získal jeden bod.
| Poř. | Hráč             | Tým                | Z  | G | A  | B  | TM | +/- |
| ---- | ---------------- | ------------------ | -- | - | -- | -- | -- | --- |
| 1.   | David Cienciala  | HC Oceláři Třinec  | 18 | 7 | 9  | 16 | 2  | -2  |
| 2.   | Jiří Polanský    | HC Oceláři Třinec  | 18 | 7 | 8  | 15 | 12 | 11  |
| 3.   | Hynek Zohorna    | HC Kometa Brno     | 14 | 8 | 6  | 14 | 4  | 5   |
| 4.   | Lukáš Krajíček   | HC Oceláři Třinec  | 18 | 3 | 11 | 14 | 6  | 1   |
| 5.   | Vladimír Svačina | HC Oceláři Třinec  | 17 | 4 | 9  | 13 | 8  | 8   |
| 6.   | Ondřej Kovařčík  | HC Oceláři Třinec  | 16 | 6 | 5  | 11 | 0  | 5   |
| 7.   | Martin Erat      | HC Kometa Brno     | 14 | 5 | 6  | 11 | 10 | 6   |
| 8.   | Milan Gulaš      | HC Škoda Plzeň     | 10 | 7 | 2  | 9  | 10 | -6  |
| 9.   | Marek Kvapil     | Bílí Tygři Liberec | 10 | 7 | 2  | 9  | 0  | 5   |
| 10.  | Martin Nečas     | HC Kometa Brno     | 14 | 4 | 5  | 9  | 6  | 3   |

## Oumístění
Fázi o umístění se někdy také říká play-out.
| Datum utkání         | Domácí            | Hosté             | Výsledek | Třetiny               | Report |
| -------------------- | ----------------- | ----------------- | -------- | --------------------- | ------ |
| 1. kolo (6. března)  | Piráti Chomutov   | HC Verva Litvínov | 3:4 PP   | (2:1, 0:2, 1:0 – 0:1) | Zde    |
| 1. kolo (6. března)  | BK Mladá Boleslav | HC Dukla Jihlava  | 5:1      | (0:0, 5:1, 0:0)       | Zde    |
| 2. kolo (9. března)  | HC Verva Litvínov | BK Mladá Boleslav | 2:3 PP   | (2:0, 0:1, 0:1 – 0:1) | Zde    |
| 2. kolo (9. března)  | HC Dukla Jihlava  | Piráti Chomutov   | 3:1      | (1:0, 0:1, 2:0)       | Zde    |
| 3. kolo (11. března) | Piráti Chomutov   | BK Mladá Boleslav | 2:5      | (1:3, 0:1, 1:1)       | Zde    |
| 3. kolo (11. března) | HC Verva Litvínov | HC Dukla Jihlava  | 2:0      | (0:0, 0:0, 2:0)       | Zde    |
| 4. kolo (16. března) | BK Mladá Boleslav | Piráti Chomutov   | 4:5      | (1:1, 0:2, 3:2)       | Zde    |
| 4. kolo (16. března) | HC Dukla Jihlava  | HC Verva Litvínov | 0:1      | (0:0, 0:1, 0:0)       | Zde    |
| 5. kolo (18. března) | HC Verva Litvínov | Piráti Chomutov   | 1:3      | (0:1, 0:2, 1:0)       | Zde    |
| 5. kolo (18. března) | HC Dukla Jihlava  | BK Mladá Boleslav | 4:0      | (1:0, 1:0, 2:0)       | Zde    |
| 6. kolo (23. března) | BK Mladá Boleslav | HC Verva Litvínov | 5:2      | (1:1, 3:0, 1:1)       | Zde    |
| 6. kolo (23. března) | Piráti Chomutov   | HC Dukla Jihlava  | 2:3 SN   | (0:1, 2:1, 0:0 – 0:0) | Zde    |

### Tabulka
| Vysvětlivka     |
| --------------- |
| Účastník baráže |

| Poř. | Tým               | Z  | V  | VP | PP | P  | VG  | OG  | B  |
| ---- | ----------------- | -- | -- | -- | -- | -- | --- | --- | -- |
| 11.  | BK Mladá Boleslav | 58 | 18 | 7  | 8  | 25 | 140 | 155 | 76 |
| 12.  | Piráti Chomutov   | 58 | 15 | 10 | 11 | 22 | 148 | 175 | 76 |
| 13.  | HC Dukla Jihlava  | 58 | 14 | 8  | 7  | 29 | 117 | 150 | 65 |
| 14.  | HC Verva Litvínov | 58 | 12 | 8  | 7  | 31 | 130 | 182 | 59 |

## Baráž o extraligu
V baráži o extraligovou příslušnost v příštím ročníku se utkají čtyřkolově každý s každým (celkem 12 kol) poslední dva týmy po play out extraligy (HC Dukla Jihlava a HC Verva Litvínov) a vítězové semifinále 1. ligy (HC Energie Karlovy Vary a Rytíři Kladno) o dvě místa v dalším ročníku extraligy.

### Tabulka
| Vysvětlivka                                 |
| ------------------------------------------- |
| Účastník České hokejové extraligy 2018/2019 |
| Účastník 1. ligy 2018/2019                  |

| Poř. | Tým                     | Z  | V | VP | PP | P | VG | OG | B  |
| ---- | ----------------------- | -- | - | -- | -- | - | -- | -- | -- |
| 1.   | HC Verva Litvínov       | 12 | 5 | 2  | 1  | 4 | 27 | 27 | 20 |
| 2.   | HC Energie Karlovy Vary | 12 | 4 | 3  | 2  | 3 | 30 | 24 | 20 |
| 3.   | HC Dukla Jihlava        | 12 | 5 | 1  | 2  | 4 | 29 | 25 | 19 |
| 4.   | Rytíři Kladno           | 12 | 4 | 0  | 1  | 7 | 17 | 27 | 13 |

- Tým HC Energie Karlovy Vary postoupil do České hokejové extraligy 2018/2019. Tým HC Dukla Jihlava sestoupil do 1. ligy.

### Výsledky
| Kolo | Datum utkání | Domácí                  | Hosté                   | Výsledek | Třetiny               | Report |
| ---- | ------------ | ----------------------- | ----------------------- | -------- | --------------------- | ------ |
| 1.   | 27. března   | HC Dukla Jihlava        | Rytíři Kladno           | 4:0      | (1:0, 1:0, 2:0)       | Zde    |
| 1.   | 27. března   | HC Verva Litvínov       | HC Energie Karlovy Vary | 3:1      | (1:0, 1:0, 1:1)       | Zde    |
| 2.   | 30. března   | Rytíři Kladno           | HC Verva Litvínov       | 1:2      | (1:0, 0:1, 0:1)       | Zde    |
| 2.   | 30. března   | HC Energie Karlovy Vary | HC Dukla Jihlava        | 3:2 PP   | (0:2, 0:0, 2:0 – 1:0) | Zde    |
| 3.   | 1. dubna     | HC Dukla Jihlava        | HC Verva Litvínov       | 4:1      | (1:0, 0:0, 3:1)       | Zde    |
| 3.   | 1. dubna     | Rytíři Kladno           | HC Energie Karlovy Vary | 3:1      | (1:1, 1:0, 1:0)       | Zde    |
| 4.   | 3. dubna     | HC Verva Litvínov       | HC Dukla Jihlava        | 2:4      | (0:2, 0:0, 2:2)       | Zde    |
| 4.   | 3. dubna     | HC Energie Karlovy Vary | Rytíři Kladno           | 3:1      | (2:1, 0:0, 1:0)       | Zde    |
| 5.   | 6. dubna     | Rytíři Kladno           | HC Dukla Jihlava        | 3:1      | (1:0, 0:1, 2:0)       | Zde    |
| 5.   | 6. dubna     | HC Energie Karlovy Vary | HC Verva Litvínov       | 3:4 PP   | (1:0, 0:2, 2:1 – 0:1) | Zde    |
| 6.   | 8. dubna     | HC Verva Litvínov       | Rytíři Kladno           | 1:2      | (1:1, 0:0, 0:1)       | Zde    |
| 6.   | 8. dubna     | HC Dukla Jihlava        | HC Energie Karlovy Vary | 1:2      | (1:2, 0:0, 0:0)       | Zde    |
| 7.   | 10. dubna    | HC Dukla Jihlava        | Rytíři Kladno           | 0:2      | (0:1, 0:0, 0:1)       | Zde    |
| 7.   | 10. dubna    | HC Verva Litvínov       | HC Energie Karlovy Vary | 1:5      | (1:0, 0:4, 0:1)       | Zde    |
| 8.   | 13. dubna    | Rytíři Kladno           | HC Verva Litvínov       | 1:3      | (1:1, 0:2, 0:0)       | Zde    |
| 8.   | 13. dubna    | HC Energie Karlovy Vary | HC Dukla Jihlava        | 5:4 SN   | (3:0, 1:1, 0:3 – 0:0) | Zde    |
| 9.   | 15. dubna    | HC Dukla Jihlava        | HC Verva Litvínov       | 2:1 SN   | (0:0, 1:1, 0:0 – 0:0) | Zde    |
| 9.   | 15. dubna    | Rytíři Kladno           | HC Energie Karlovy Vary | 1:2 SN   | (0:0, 0:0, 1:1 – 0:0) | Zde    |
| 10.  | 17. dubna    | HC Verva Litvínov       | HC Dukla Jihlava        | 3:2      | (1:1, 0:1, 2:0)       | Zde    |
| 10.  | 17. dubna    | HC Energie Karlovy Vary | Rytíři Kladno           | 3:0      | (1:0, 1:0, 1:0)       | Zde    |
| 11.  | 20. dubna    | Rytíři Kladno           | HC Dukla Jihlava        | 1:2      | (0:1, 1:0, 0:1)       | Zde    |
| 11.  | 20. dubna    | HC Energie Karlovy Vary | HC Verva Litvínov       | 0:1 PP   | (0:0, 0:0, 0:0 – 0:1) | Zde    |
| 12.  | 22. dubna    | HC Verva Litvínov       | Rytíři Kladno           | 5:2      | (2:0, 2:0, 1:2)       | Zde    |
| 12.  | 22. dubna    | HC Dukla Jihlava        | HC Energie Karlovy Vary | 3:2      | (3:0, 0:0, 0:2)       | Zde    |

### Vývoj tabulky
| Klub / Kolo             | 1. | 2. | 3. | 4. | 5. | 6. | 7. | 8. | 9. | 10. | 11. | 12. |
| ----------------------- | -- | -- | -- | -- | -- | -- | -- | -- | -- | --- | --- | --- |
| HC Verva Litvínov       | 2. | 1. | 2. | 2. | 2. | 4. | 4. | 4. | 4. | 2.  | 2.  | 1.  |
| HC Energie Karlovy Vary | 3. | 3. | 4. | 3. | 3. | 2. | 1. | 1. | 1. | 1.  | 1.  | 2.  |
| HC Dukla Jihlava        | 1. | 2. | 1. | 1. | 1. | 1. | 3. | 3. | 2. | 3.  | 3.  | 3.  |
| Rytíři Kladno           | 4. | 4. | 3. | 4. | 4. | 3. | 2. | 2. | 3. | 4.  | 4.  | 4.  |

## Konečné pořadí
| Pořadí           | Tým                 |
| ---------------- | ------------------- |
| Zlatá medaile    | HC Kometa Brno      |
| Stříbrná medaile | HC Oceláři Třinec   |
| Bronzová medaile | HC Škoda Plzeň      |
| 4.               | Mountfield HK       |
| 5.               | HC Vítkovice Ridera |
| 6.               | HC Dynamo Pardubice |
| 7.               | Bílí Tygři Liberec  |
| 8.               | HC Olomouc          |
| 9.               | Aukro Berani Zlín   |
| 10.              | HC Sparta Praha     |
| 11.              | BK Mladá Boleslav   |
| 12.              | Piráti Chomutov     |
| 13.              | HC Dukla Jihlava    |
| 14.              | HC Verva Litvínov   |

| Umístění         | Mužstvo           | Hráči |
| ---------------- | ----------------- | --- |
| Zlatá medaile    | HC Kometa Brno    | Brankáři: Marek Čiliak • Lukáš Dostál • Pavel Jekel • Marek Langhamer • Karel Vejmelka Obránci: Tomáš Bartejs • Michal Gulaši • Jakub Krejčík • Tomáš Malec • Dalimil Mikyska • Ondřej Němec • Jan Štencel • Lukáš Forman (dříve Lukáš Vágner) • Michal Barinka Útočníci: Leoš Čermák – • Martin Dočekal • Adam Gajarský • Luboš Horký • Martin Erat • Marcel Haščák • Tomáš Havránek • Jan Hruška • Petr Holík • Alexandre Mallet • Petr Kratochvíl • Martin Nečas • Tomáš Vondráček • Tomáš Vincour • Martin Zaťovič • Hynek Zohorna • Radim Zohorna Trenéři: Libor Zábranský                 |
| Stříbrná medaile | HC Oceláři Třinec | Brankáři: Šimon Hrubec • Peter Hamerlík • Jan Strmeň Obránci: Marian Adámek • Milan Doudera • Bohumil Jank • Tomáš Linhart • Vladimír Roth • Jakub Matyáš • Lukáš Krajíček • David Musil • Lukáš Kovář Útočníci: Martin Adamský • Daniel Rákos • Aron Chmielewski • Michal Kovařčík • Ondřej Kovařčík • Vladimír Svačina • Jiří Polanský • Erik Hrňa • David Cienciala • Vladimír Dravecký • Roman Vlach • Tomáš Marcinko • David Kofroň • Michal Kvasnica • Jakub Petružálek • Martin Růžička • Milan Mikulík Trenéři: Václav Varaďa                                                           |
| Bronzová medaile | HC Škoda Plzeň    | Brankáři: Alexandr Hylák • Miroslav Svoboda • Lukáš Sochůrek • Tomáš Král Obránci: Peter Čerešňák • Nick Jones • Petr Kadlec • Lukáš Kaňák • David Kvasnička • Michal Moravčík • Lukáš Pulpán • David Sklenička • Jakub Kindl • Jan Holý • Roman Vráblík Útočníci: Milan Gulaš • Matěj Chalupa • Miroslav Indrák • Denis Kindl • Petr Kodýtek • Jaroslav Kracík • Ondřej Kratěna • Tomáš Mertl • Miroslav Preisinger • Tomáš Kubalík • Petr Eret • Jan Schleiss • David Stach • Petr Straka • Tomáš Vracovský • Ryan Hollweg • Matyáš Kantner • Jakub Pour • Marek Hrbas Trenéři: Martin Straka |

## Rozhodčí

### Hlavní
- Všichni

- 2 Robert Čech (po 2. kole vyřazen z extraligy)
- 4 Oldřich Hejduk
- 5 Pavel Hodek
- 7 Tomáš Horák
- 8 René Hradil
- 9 Jan Hribik
- 10 Petr Lacina
- 12 Roman Mrkva
- 14 Alexander Pavlovič
- 15 Vladimír Pešina
- 18 Štěpán Souček
- 19 Roman Svoboda
- 21 Robin Šír
- 23 Petr Úlehla
- 56 Matěj Sýkora
- 59 Miroslav Petružálek
- 60 Daniel Pražák
- 64 Vjačeslav Bulanov
- 65 Lukáš Bejček
- 66 Adam Kika
- 67 Zbyněk Kubičík

### Čároví
- Všichni

- 25 Stanislav Barvíř – 27 Petr Blümel
- 28 Tomáš Brejcha – 37 David Jelínek
- 30 Jiří Flegl – 47 David Polonyi
- 31 Jakub Frodl – 41 Vít Komárek
- 32 Jiří Gebauer – 42 Vít Lederer
- 33 Tomáš Gerát – 35 Daniel Hynek
- 34 Marek Hlavatý – 52 Rudolf Tošenovjan
- 39 Lukáš Kajínek – 53 Kamil Zavřel
- 40 Milan Kis – 75 Lukáš Rampír
- 43 Miroslav Lhotský – 50 Jiří Svoboda
- 45 Jiří Ondráček – 51 Josef Špůr
- 46 Tomáš Pešek – 74 David Klouček
- 70 Jiří Ganger – 71 Václav Hanzlík

Mezinárodní rozhodčí v Extralize

### Hlavní
- Ondrej Kalina
- Milan Novák
- Jozef Kubuš
- Daniel Konc
- Miroslav Štefík
- Róbert Müllner
- Vladimír Snášel
- Peter Stano
- Ivan Fatějev
- Vladimír Baluška
- Vladimír Fridrich
- Lassi Heikkinen
- Tomáš Orolin
- André Schrader

### Čároví
- Peter Ševčík
- Michal Orolin
- Vladimír Kollár
- Jozef Tvrdoň
- Róbert Výleta
- Milan Stanzel